# Siarhiej Łaurenau
Siarhiej Piatrowicz Łaurenau (biał. Сяргей Пятровіч Лаўрэнаў, ur. 1 lutego 1972 w Witebsku) – białoruski sztangista. Brązowy medalista olimpijski z Sydney.
Zawody w 2000 były jego pierwszymi igrzyskami olimpijskimi. Zajął trzecie miejsce w kategorii do 69 kilogramów. Dla Białorusi zdobył trzy medale na mistrzostwach Europy (złoto w 2000, brąz w 1998 i 2004). W 1992 był trzeci jako reprezentant WNP.